# Гилберт, Джон (актёр)
Джон Ги́лберт (англ. John Gilbert, при рождении Джон Се́сил Прингл (англ. John Cecil Pringle); 10 июля 1897, Логан, Юта — 9 января 1936, Лос-Анджелес) — один из самых популярных американских актёров эпохи немого кино. В начале карьеры снимался под псевдонимом Джек Гилберт.

## Биография
Джон Гилберт родился 10 июля 1897 года в городе Логан, штат Юта, США, в семье театральных актёров. Дебютировал на киноэкране в 1915 году в возрасте восемнадцати лет — в историческом фильме о Гражданской войне между Севером и Югом под названием «Трус». Далее на протяжении пяти лет снимался на второстепенных и эпизодических ролях, успев появиться в сорока пяти фильмах. В 1921 году кинокомпания Fox Film Corporation заключила с Джоном контракт сроком на три года, после чего ему стали предлагать главные роли, в основном романтических героев.

### Признание
Карьера Гилберта развивалась быстрыми темпами. В 1924 году он перешёл в MGM и стал одним из ведущих актёров киностудии. Наиболее успешными работами того периода для него стали фильмы «Его час» (1924, режиссёр Кинг Видор), «Тот, кто получает пощёчины» (1924) и «Весёлая вдова» (1925, режиссёр Эрих фон Штрогейм). Далее актёр вновь снялся у Видора в эпической военной мелодраме «Большой парад» — картина снискала большой успех у публики и заняла второе место среди немых фильмов по сборам в прокате. Эта работа стала переломной в карьере Гилберта, и в 1926 году он закрепил своё положение, снявшись вместе с Лиллиан Гиш в мелодраме «Богема».
В том же году последовал фильм — мелодрама с любовным треугольником — «Плоть и дьявол», в котором с ним в паре впервые играла Грета Гарбо. На съёмках между актёрами вспыхнул роман, который едва не закончился браком. Впоследствии Гилберт и Гарбо снялись вместе ещё в двух картинах. На протяжении всего своего пребывания в MGM Гилберт неоднократно входил в конфликт с руководителями студии. Однажды дело дошло до рукоприкладства — в 1927 году, когда Гарбо бросила Гилберта прямо у алтаря, Луис Б. Майер отпустил на этот счёт грубое замечание, и актёр в ответ на это ударил магната. После этого инцидента карьера Гилберта пошла на спад, несмотря на поддержку Ирвина Талберга — друга актёра, занимавшего один из ключевых постов в MGM.

### Закат карьеры
В 1929 году Гилберт дебютировал в звуковом кино, снявшись в знаменитом музыкальном фильме «Голливудское ревю 1929 года», где наряду с ним были задействованы такие голливудские звезды, как Норма Ширер, Бастер Китон, Бесси Лав и другие. Но, несмотря на успешное вступление в звуковую эпоху, карьера актёра продолжала неуклонно стремиться к закату, в основном из-за того, что ему поручали невыигрышные, а иногда и откровенно нелепые роли. Первая крупная неудача постигла его в 1929 году после фильма «Его великолепная ночь». Там были настолько слабые диалоги, а пылкость героя Гилберта настолько чрезмерна, что, по мнению публики, фильм больше смахивал на плохую комедию, нежели на трагическую мелодраму. Хотя последующие работы актёра были более ровными, Гилберт так и не смог до конца оправиться после такого унизительного провала.
В 1932 году Гилберт снялся в картине «Вниз по лестнице» по собственному оригинальному сценарию. Фильм получил положительную оценку критиков, но не сумел вернуть былую популярность актёра. Далее он появился в мелодраме 1934 года «Королева Христина», где Грета Гарбо вновь составила с ним дуэт. Эта работа стала его последним значительным фильмом. К тому времени он начал много пить. Алкоголизм серьёзно подорвал его здоровье, и 9 января 1936 года Джон Гилберт скончался в Лос-Анджелесе, приняв дозу снотворного и подавившись собственным языком во сне.

### Личная жизнь
Джон Гилберт был четыре раза женат, но все его браки были недолговечными и через пару лет заканчивались разводом. В промежутках между ними Гилберт заводил романы с коллегами по цеху. Так известно, что он состоял в романтических отношениях с актрисами Барбарой ла Марр и Биби Даниелс. Кроме того, его возлюбленными были знаменитые Грета Гарбо — она собиралась за Гилберта замуж, но скандально бросила его прямо у алтаря — и Марлен Дитрих, которая была с актёром в последние два года его жизни. Все четыре супруги Гилберта тоже были актрисами:
- Оливия Бёрвелл (1917—1922)
- Леатрис Джой (1923—1924), 6 сентября 1924 года родила Гилберту дочь
- Ина Клер (1929—1931)
- Вирджиния Брюс (1932—1934)

## Избранная фильмография
| Год  |   | Русское название           | Оригинальное название            | Роль                  |
| ---- | - | -------------------------- | -------------------------------- | --------------------- |
| 1915 | ф | Трус                       | The Coward                       | эпизодическая роль    |
| 1915 | ф | Супружество                | Matrimony                        | статист               |
| 1915 | ф | Алоха Ое                   | Aloha Oe                         | статист               |
| 1916 | ф | Угол                       | The Corner                       | статист               |
| 1916 | ф | Пули и карие глаза         | Bullets and Brown Eyes           |                       |
| 1916 | ф | Последний акт              | The Last Act                     | статист               |
| 1916 | ф | Адская петля               | Hell's Hinges                    | Буйный горожанин      |
| 1916 | ф | Ариец                      | The Aryan                        | статист               |
| 1916 | ф | Цивилизация                | Civilization                     | статист               |
| 1916 | ф | Апостол мести              | The Apostle of Vengeance         | Вилли Хадсон          |
| 1916 | ф | Фантом                     | The Phantom                      | Берти Беретон         |
| 1916 | ф | Око ночи                   | Eye of the Night                 |                       |
| 1916 | ф | Снаряд 43                  | Shell 43                         | Английский шпион      |
| 1916 | ф | Твой грех                  | The Sin Ye Do                    | Джимми                |
| 1919 | ф | Сердце холмов              | Оригинальное название неизвестно |                       |
| 1922 | ф | Монте-Кристо               | Monte Cristo                     | Эдмон Дантес          |
| 1923 | ф | Камео Кирби                | Cameo Kirby                      | Камео Кирби           |
| 1923 | ф | Сент-Элмо                  | St. Elmo                         | Сент-Эльмо Торнтон    |
| 1924 | ф | Только что с Бродвея       | Just Off Broadway                | Стефен Мур            |
| 1924 | ф | Человек-волк               | The Wolf Man                     | Джеральд Стэнли       |
| 1924 | ф | Друг человека              | A Man’s Mate                     | Пол                   |
| 1924 | ф | Единственный шанс          | The Lone Chance                  | Джек Сондерс          |
| 1924 | ф | Роман на ранчо             | Romance Ranch                    | Карлос Брент          |
| 1924 | ф | Его час                    | His Hour                         | Грицко                |
| 1924 | ф | Тот, кто получает пощёчины | He Who Gets Slapped              | Безано                |
| 1924 | ф | Сноб                       | The Snob                         | Юджин Карри           |
| 1924 | ф | Жена кентавра              | The Wife of the Centaur          | Джефри Дуайер         |
| 1925 | ф | Большой парад              | The Big Parade                   | Джеймс Апперсон       |
| 1925 | ф | Весёлая вдова              | The Merry Widow                  | Князь Данило Петрович |
| 1926 | ф | Плоть и дьявол             | Flesh and the Devil              | Лео фон Селлентин     |
| 1926 | ф | Барделис Великолепный      | Bardelys the Magnificent         | Барделис              |
| 1926 | ф | Богема                     | La Boheme                        | Родольф               |
| 1927 | ф | Любовь                     | Love                             | Вронский              |
| 1927 | ф | Мужчина, женщина и грех    | Man, Woman and Sin               | Альберт Витком        |
| 1927 | ф | В двенадцати милях         | Twelve Miles Out                 | Джерри Фэй            |
| 1927 | ф | Шоу                        | The Show                         | Робин                 |
| 1928 | ф | Женщина дела               | A Woman of Affairs               | Невилл Холдернесс     |
| 1928 | ф | Лики дьявола               | The Masks of the Devil           | Барон Рейнер          |
| 1928 | ф | Четыре стены               | Four Walls                       | Бенни                 |
| 1928 | ф | Казаки                     | The Cossacks                     | Лукашка               |
| 1929 | ф | Его великолепная ночь      | His Glorious Night               | Капитан Ковач         |
| 1929 | ф | Одинокие ночи              | Desert Nights                    | Хью Рэнд              |
| 1930 | ф | Путь моряка                | Way for a Sailor                 | Джек                  |
| 1930 | ф | Искупление                 | Redemption                       | Федя                  |
| 1931 | ф | К западу от Бродвея        | West of Broadway                 | Джерри Сиверс         |
| 1931 | ф | Призрак Парижа             | The Phantom of Paris             | Черри-Биби            |
| 1931 | ф | Судьба джентльмена         | Gentleman’s Fate                 | Джек Томас            |
| 1932 | ф | Вниз по лестнице           | Downstairs                       | Карл Шнейдер          |
| 1933 | ф | Королева Христина          | Queen Christina                  | Антонио               |
| 1933 | ф | Быстрая работа             | Fast Workers                     | Смит                  |
| 1934 | ф | Капитан ненавидит море     | The Captain Hates the Sea        | Стив Брамли           |